# Stanisław Arkuszewski

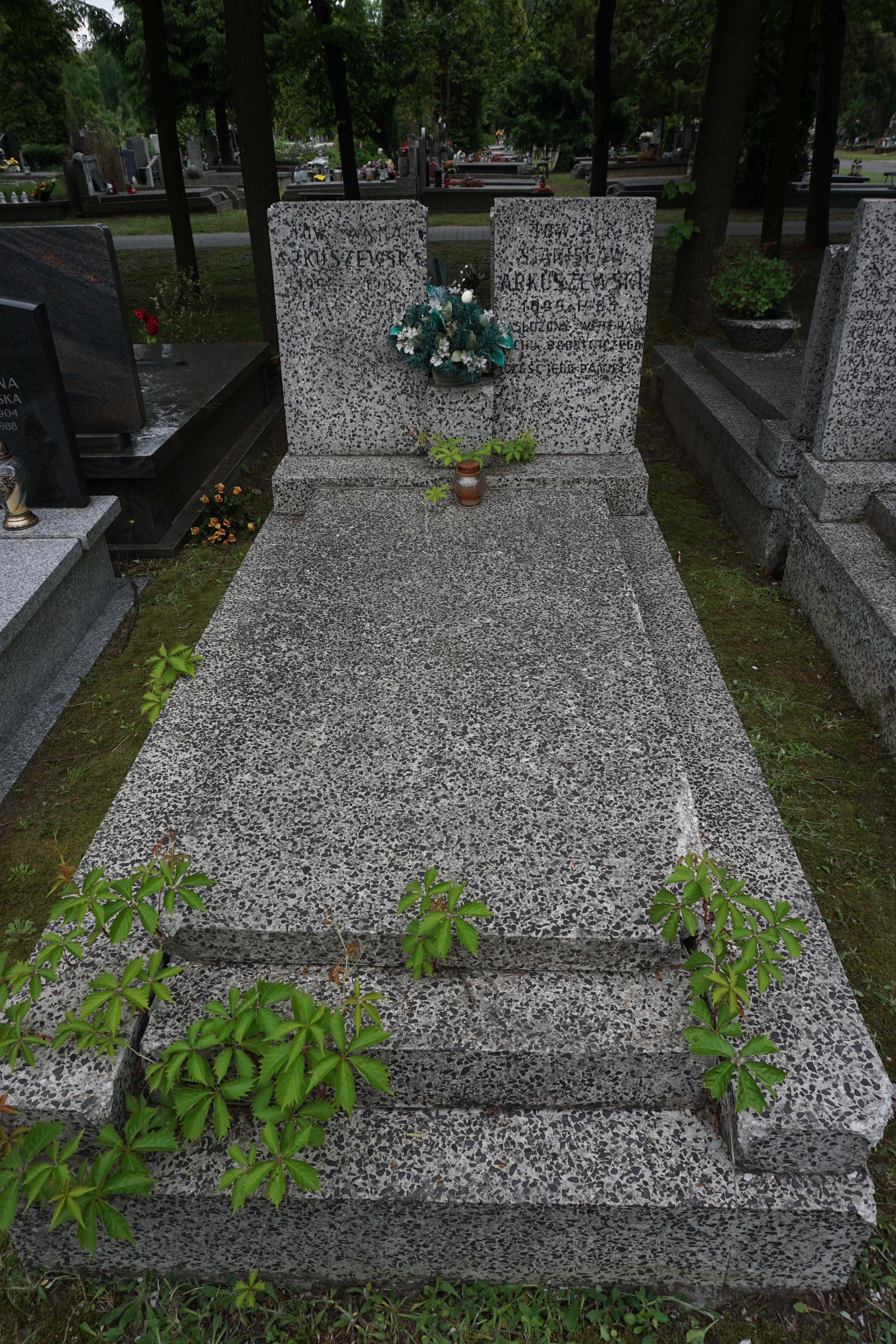
Grób Stanisława Arkuszewskiego na cmentarzu komunalnym Północnym

Stanisław Arkuszewski pseud. Artek, Kuba (ur. 15 grudnia 1899 w Jadwisinie, zm. 19 czerwca 1983 w Warszawie) – uczestnik I i II wojny światowej, pułkownik ludowego Wojska Polskiego, zastępca dowódcy ds. polityczno-wychowawczych 1 Warszawskiej Dywizji Kawalerii, dyrektor Państwowych Torów Wyścigów Konnych w Warszawie i prezydent Międzynarodowego Kongresu ds. Hodowli i Prób Dzielności Koni.

## Życiorys
W młodości praktykant tapicerski w Łodzi. 1914–1917 służył w armii carskiej. W 1917 podczas rewolucji październikowej miał uczestniczyć w walkach rewolucyjnych w Kijowie. Po powrocie do Polski 1919–1922 służył w 5 pułku ułanów w Górze Kalwarii, następnie pracował jako tapicer w Płońsku. W 1925 wstąpił do KPP. W 1934 był sekretarzem dzielnicowym KPP w Otwocku, 1936–1937 sekretarzem Komitetu Okręgowego Warszawa-Podmiejska, a 1937–1938 sekretarzem okręgowym KPP Ciechanów-Mława. Organizował wiece i zebrania komunistyczne. Był kilkakrotnie aresztowany i więziony. Po wybuchu wojny we wrześniu 1939 wydostał się z warszawskiego więzienia przy ul. Daniłowiczowskiej i udał się do ZSRR, gdzie do 1941 był brygadzistą przy wyrębie lasów, a do 1943 majstrem tapicerskim. W 1942 wstąpił do WKP(b). Od maja 1943 w 1 DP im T. Kościuszki. Jako zastępca dowódcy ds. oświatowych I i III dywizjonu 1 pułku artylerii lekkiej brał udział w bitwie pod Lenino Na początku 1944 został zastępcą dowódcy ds. polityczno-wychowawczych 1 Brygady Kawalerii, która w maju 1945 została przeformowana w 1 Warszawską Dywizję Kawalerii. W 1952 przeniesiony do rezerwy, potem był dyrektorem Państwowych Torów Wyścigów Konnych w Warszawie i prezydentem Międzynarodowego Kongresu ds. Hodowli i Prób Dzielności Koni.
Był członkiem PPR, PZPR, ORMO i ZBoWiD. 
Autor wspomnień pt. W Łabie poiliśmy nasze konie. (ISBN 83-11-068100) 
Pochowany na cmentarzu Północnym w Warszawie.

## Ordery i odznaczenia
- Krzyż Srebrny Orderu Virtuti Militari,
- Krzyż Komandorski Orderu Odrodzenia Polski,
- Order Czerwonej Gwiazdy (ZSRR).